# Pierre-Louis Lions

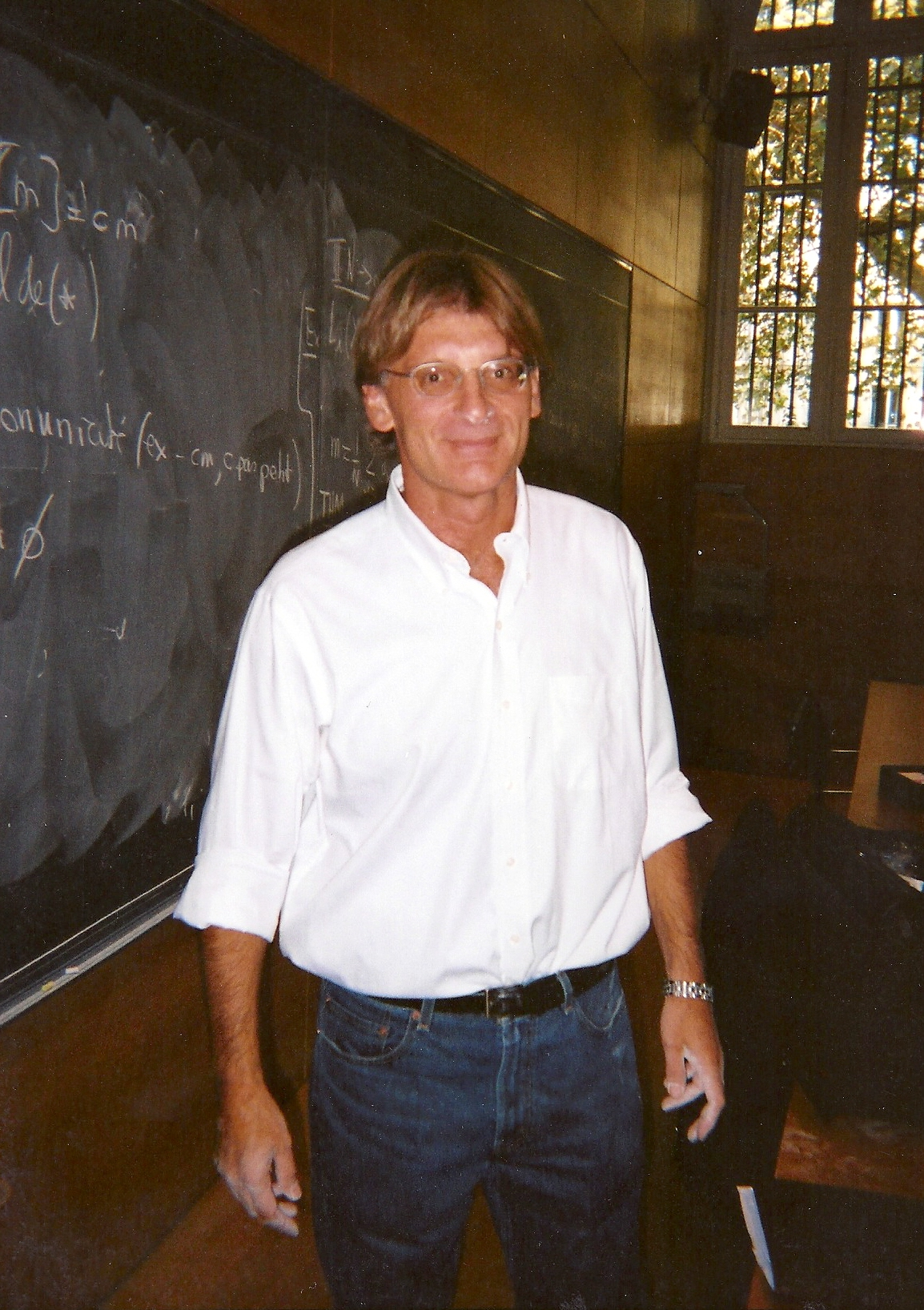
Pierre-Louis Lions

Pierre-Louis Lions (Grasse, 11 augustus 1956) is een Franse wiskundige. Zijn ouders waren Jacques-Louis Lions, een wiskundige en op dat moment hoogleraar aan de Universiteit van Nancy, die later voorzitter werd van de Internationale Wiskundige Unie, en zijn vrouw, Andrée Olivier. Lions studeerde in 1977 af aan de École normale supérieure (hetzelfde jaar als Jean-Christophe Yoccoz). In 1979 ontving hij zijn doctoraat aan de Universiteit Pierre en Marie Curie.   
Hij bestudeerde de theorie van de niet-lineaire partiële differentiaalvergelijkingen. In 1994 ontving hij de Fields-medaille voor zijn wiskundige werk. Hij werkte op dat moment aan de Universiteit Paris-Dauphine. Lions was de eerste die een complete oplossing met bewijs gaf voor de Boltzmann-vergelijking. Onder de andere prijzen die Lions ontving waren in 1987 de IBM-prijs en in 1991 de Philip Morris-prijs. Hij is doctor honoris causa van de Heriot-Watt University (Edinburgh) en van de City University of Hong Kong. 
Momenteel bekleedt hij de functie van hoogleraar Partiële differentiaalvergelijkingen en hun toepassingen aan het prestigieuze Collège de France in Parijs. Daarnaast is hij ook werkzaam aan de École polytechnique.
In zijn artikel "Viscosity solutions of Hamilton-Jacobi equations" (Viscositeitsoplossingen van Hamilton-Jacobi-vergelijkingen" (1983), samen geschreven met Michael Crandall, introduceerde hij de notie van de viscositeitsoplossingen. Dit heeft een groot effect gehad op de theorie van partiële differentiaalvergelijkingen.